# Akeboshi
Yoshio Akeboshi (jap. 明星嘉男 Akeboshi Yoshio; ur. 1 lipca 1978 w Jokohamie), znany jako Akeboshi (jap. 明星) – japoński wokalista i kompozytor muzyki pop i folk.
Utwory wykonuje w języku japońskim i angielskim (istotny wpływ na jego twórczość miały studia muzyczne w Liverpoolu). Prawdopodobnie najbardziej znany jest dzięki piosence "Wind", która została wykorzystana jako temat kończący serialu anime Naruto.

## Dyskografia

### Albumy
- Akeboshi (2005)
- Meet Along the Way (2007)

### Minialbumy / EP
- Stoned Town (2002)
- White Reply (2003)
- Faerie Punks (2004)
- Yellow Moon (2006)
- Colorful Drops (2007)

### Single
- Rusty Lance (2005)
- Yellow Moon Remix. (2006)

### Kompilacje
- Roundabout (2008)